# Gum (cratera)
A goma é uma cratera de impacto lunar que está localizada perto do limbo sudeste da Lua e é vista quase do lado da Terra.  Encontra-se ao longo da borda ocidental do Mare Australe irregular, ao nordeste da cratera Hamilton .  Para o norte-noroeste está o Abel maior, e para o leste-sudeste do outro lado da Lua está Jenner .
O piso interior desta cratera foi completamente ressurgido pela lava que entrou através de uma fenda na borda leste.  A borda sobrevivente forma uma crista rasa e arqueada sobre o interior.  Há uma pequena cratera inundada na borda sudeste e os restos de uma pequena cratera formam uma incisão ao longo da borda nordeste.  O chão interior tem o mesmo baixo albedo que a égua lunar a leste, e é marcado apenas por algumas pequenas craterlets.

## Crateras satélites
Por convenção, essas características são identificadas nos mapas lunares colocando-se a letra ao lado do ponto médio da cratera mais próximo da gengiva.
| Chiclete | Latitude | Longitude | Diâmetro |
| -------- | -------- | --------- | -------- |
| S        | 39,8 ° S | 85,0 ° E  | 33 km    |

### Obras em língua portuguesa
- Freitas Mourão, Ronaldo Rogério de (2008). Dicionário Enciclopédico de Astronomia e Astronáutica. Lexicon. ISBN 9788586368356

### Obras em língua inglesa
- Andersson, L. E.; Whitaker, E. A., (1982). NASA Catalogue of Lunar Nomenclature. [S.l.]: NASA RP-1097
- Blue, Jennifer (25 de julho de 2007). «Gazetteer of Planetary Nomenclature». USGS. Consultado em 5 de agosto de 2007
- B. Bussey; P. Spudis (2004). The Clementine Atlas of the Moon. New York: Cambridge University Press. ISBN 0-521-81528-2
- Cocks, Elijah E.; Cocks, Josiah C. (1995). Who's Who on the Moon: A Biographical Dictionary of Lunar Nomenclature. [S.l.]: Tudor Publishers. ISBN 0-936389-27-3
- McDowell, Jonathan (15 de julho de 2007). Lunar Nomenclature (Relatório). Jonathan's Space Report. Consultado em 24 de outubro de 2007
- Menzel, D. H.; Minnaert, M.; Levin, B.; Dollfus, A.; Bell, B. (1971). «Report on Lunar Nomenclature by The Working Group of Commission 17 of the IAU». Space Science Reviews. 12. 136 páginas
- Moore, Patrick (2001). On the Moon. [S.l.]: Sterling Publishing Co. ISBN 0-304-35469-4
- Price, Fred W. (1988). The Moon Observer's Handbook. [S.l.]: Cambridge University Press. ISBN 0521335000
- Rükl, Antonín (1990). Atlas of the Moon. [S.l.]: Kalmbach Books. ISBN 0-913135-17-8
- Webb, Rev. T. W. (1962). Celestial Objects for Common Telescopes 6th revision ed. [S.l.]: Dover. ISBN 0-486-20917-2
- Whitaker, Ewen A. (1999). Mapping and Naming the Moon. [S.l.]: Cambridge University Press. ISBN 0-521-62248-4
- Wlasuk, Peter T. (2000). Observing the Moon. [S.l.]: Springer. ISBN 1852331933